# Daniel Stoppe
Daniel Stoppe (* 17. November 1697 in Hirschberg (Schlesien); † 12. Juli 1747 in Hirschberg) war ein deutscher Schullehrer und schlesischer Gelegenheitsdichter.

## Leben
Daniel Stoppe entstammte einfachsten Verhältnissen, ein reicher Gönner ermöglichte ihm aber den Schulbesuch und von 1719 bis 1722 ein Studium der Philosophie in Leipzig. 1728 kehrte er nach Hirschberg zurück, wo er sich notdürftig als Hauslehrer und nach seiner Heirat auch als Spezereienhändler betätigte, bis er 1742 am städtischen Gymnasium als Konrektor (damals Unterlehrer) angestellt wurde.
Er dichtete Kantatentexte – zum Teil in schlesischem Dialekt, die insbesondere von Telemann vertont wurden, satirische Versepisteln und Fabeln, die Einflüsse des Spätbarock und des Leipziger galanten Stils zeigen. Als Mitglied von Gottscheds 'Deutscher Gesellschaft' fügte er sich aber dessen Regelpoetik. Auf Gottscheds Wunsch entfernte er aus seiner dritten Gedichtsammlung die derben und mundartlichen Gedichte, die noch am ehesten einen individuellen Charakter hatten. Zu Lebzeiten recht geschätzt, geriet Stoppe bald nach seinem Tod völlig in Vergessenheit.

## Werke
- Sammlung von Daniel Stoppens, Siles. Teutschen Gedichten (in zwei Bänden), Frankfurt/Leipzig: bei Christian Weinmann 1728/1729; 1. Sammlung auch: Frankfurt/Leipzig: bei Tob. Heinr. Schrödern 1742
- Der Parnaß im Sättler Oder Scherz- und Ernsthafte Gedichte Herrn Daniel Stoppens. Frankfurt/Leipzig: Mumme 1735.
- Sonntagsarbeit, oder Geistliche Gedichte. Hirschberg 1737.
- Neue Fabeln oder Moralische Gedichte, der deutschen Jugend zu einem erbaulichen Zeitvertreibe aufgesetzt (in zwei Bänden), Breslau: Korn 1738/1740.
- Schwanengesang, bestehend aus einem poetischen Jahrgange über die Evangelien aller Sonn- und Festtage, zu welchem der Capellmeister Telemann in Hamburg die Music verfertiget. Hermsdorf unterm Kynast: Lau; Hirschberg: Krahn, 1749.